# Sune vs Sune
Sune vs Sune er en svensk familiefilm fra 2018 instrueret af Jon Holmberg. Den er baseret på Sune-serien af Anders Jacobsson og Sören Olsson.
Filmen blev efterfulgt af Sune – Best Man i 2019.

## Handling
Da Sune skal begynde i fjerde klasse, får han et chok. En ny dreng sidder på hans plads, og han er alt det, Sune gerne vil være. Han har samme navn som Sune, og Sophie virker mere interesseret i ham. Sune må derfor bruge al sin list for, at Sophie ikke skal forlade ham og vælge den nye Sune.

## Medvirkende
- Elis Gerdt som Sune
- Baxter Renman som Håkan
- Tea Stjärne som Anna
- Fredrik Hallgren som Rudolf
- Sissela Benn som Karin
- John Österlund som den nye Sune
- Lily Wahlsteen som Sophie
- Sven Björklund som musiklærer
- Marie Robertson som Gabbi
- Shima Niavarani som Mia
- Gunilla Nyroos som Kerstin
- William Spetz som Dan
- Anders Eriksson som bilsælger